# 貴州航空
贵州航空有限公司是一家以贵阳龙洞堡国际机场为基地的中型航空公司。前身为贵州省航空公司，成立于1991年9月。1998年6月28日，与中国南方航空股份有限公司联合，组建了中国南方航空(集团)贵州航空有限责任公司，与南航合并运营。现为南航在贵州的基地子公司，管理有20架波音738客机。

## 历史[1]

### 贵州省航空公司时期
贵州航空有限公司（以下简称：贵航）的前身是贵州省航空公司（简称：贵州航空，英文名：Air Guizhou，IATA代码：G4）。1988年，贵州省委、省政府决定成立航空公司，并组成贵航筹备组，开始前期准备工作。1989年5月，贵州省政府筹集了1930万元贵航启动资金。1991年2月13日民航贵州省管理局与贵州航空公司签订《关于贵（州）航（空公司）使用贵阳磊庄机场作为飞行基地协议书》。1991年7月，民航总局派人到贵航检查筹备工作。1991年9月27日民航总局向贵州省航空公司颁发了经营许可证，是中国内地当时获得经营许可证的第六家地方航空公司。当年11月12日，贵航班机成功首航桂林。
1997年5月，贵州航空的运营基地从磊庄机场转移到龙洞堡机场。

### 重组成为南航成员

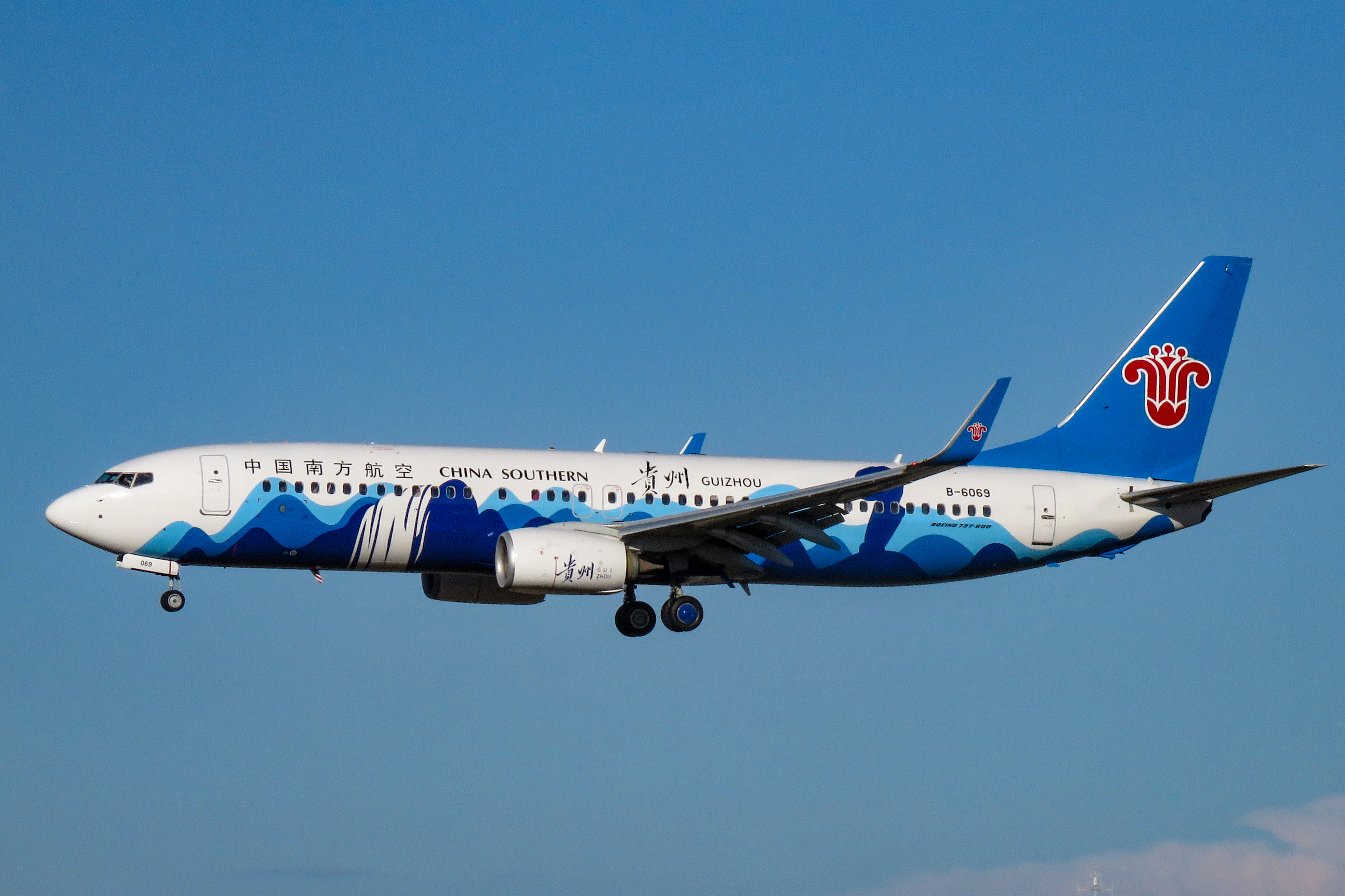
南航贵州彩绘机

1995年以后，航空运输市场由卖方市场转向买方市场，竞争日趋激烈，云贵川有5家航空公司在竞飞，旅客对服务质量甚至于机型提出了更高要求。由于当时贵州民航市场规模有限、公司规模小、机型单一落后，加上经营管理不善，使贵航累计亏损4000多万元，负债率高达130.8%，处于濒临破产的境地。
为摆脱困境，贵航确定了与中国南方航空股份有限公司联合。1997年11月27日，贵州省政府批准了贵州省航空公司关于注册贵州祥飞实业有限公司的请示。明确了由贵州祥飞实业有限公司接收贵州省航空公司的资产和债务，将部分净资产折资入股，与南航一起对贵州省航空公司进行股份制改造，共同出资成立贵州航空有限公司。据此，1998年4月8日中国南方航空股份有限公司于延恩董事长与贵州祥飞实业有限公司段延辰董事长，在贵阳签署了联合经营贵州航空有限公司的协议书，公司注册资金8000万元人民币，双方分别持有60%和40%的股份。1998年5月民航总局批准了双方联合方案，5月16日，公司第一届董事会成立；6月18日，完成了变更登记手续，领取新的营业执照，并组成了第一届经营班子；6月28日，贵州航空有限公司正式挂牌运营，贵航第一架波音737—300型飞机首航北京成功。
2018年11月下旬，南航对外宣布，将为贵州航空的客机涂上专门设计的“蜡染画”彩绘，图案则以贵州风景名胜梵净山蘑菇岩和黄果树瀑布为主题。同年12月，贵州航空的一架波音737-81B客机B-6068，在执行完广州—宜昌航班后入库喷涂彩绘，并于2019年1月9日执行调机兼首个商业航班（CZ3304，宜昌—广州）。2019年4月，贵州航空的另一架波音737-81B客机B-6069，也喷涂了同样的彩绘。

## 机队
机队全部为南航涂装，与南航一体化运营； 不过其客机座椅布套带有贵州的黄果树瀑布和满枝绽放的木棉花图案，与南航本部及其他分公司略有差别。
- 1架波音737-700客机
- 12架波音737-800客机

#### 贵州航空独立运营时期的机队
- 6架运-7客机